# Claude Abbes
Claude Abbes (Faugères, 24 de maio de 1927 – Faugères, 11 de abril de 2008) foi um ex-futebolista da França que jogou na posição de goleiro.

## Carreira
Abbes fez parte do elenco da Seleção Francesa de Futebol, na 1954 e Copa do Mundo de 1958. 

## Títulos
- Copa do Mundo de 1958: 3º Lugar